# Marinaleda
Marinaleda − miejscowość w Hiszpanii, gdzie podjęto próbę wprowadzenia zasad komunizmu.
Mieszka w niej 2,700 ludzi.
Zgodnie z zasadami komunizmu każdy mieszkaniec ma prawo pracy w spółdzielni za 1128 euro miesięcznie.
Marinaleda jest głównie gminą rolniczą, co stanowi większość jej gospodarki.